# Zephyrinus
Zephyrinus († 20. Dezember 217 in Rom) wurde kurz vor der Wende zum 3. Jahrhundert Bischof von Rom und amtierte bis zu seinem Tod.

## Persönlichkeit und Bedeutung
Sein Name ist abgeleitet von griech. Ζέφυρος Zéphyros, latinisiert Zephyrus „Westwind“. Nach dem Liber Pontificalis war Zephyrinus gebürtiger Römer und amtierte ab dem Jahr 198. Die Kontroversen seiner Amtszeit, an denen besonders sein wichtigster Ratgeber und späterer Nachfolger Calixt und dessen Intimfeind Hippolyt von Rom beteiligt waren, führten zu polemischen Äußerungen, die Zephyrinus als Mann von wenig Intelligenz und Charakterstärke beschreiben.
Zu Beginn des 3. Jahrhunderts beauftragte er seinen Diakon und Ratgeber Calixt mit der Verwaltung der Gemeindekatakombe. Von Zephyrinus ist eine frühe dogmatische Erklärung im Wortlaut überliefert:

„Ich weiß einen Gott, Jesus Christus, und außer ihm keinen anderen, der geboren ist und gelitten hat.“

Laut dem Liber Pontificalis wurde er in der Calixtus-Katakombe bestattet. In der katholischen Kirche ist sein Gedenktag der 20. Dezember.